# سكانيا (شركة)

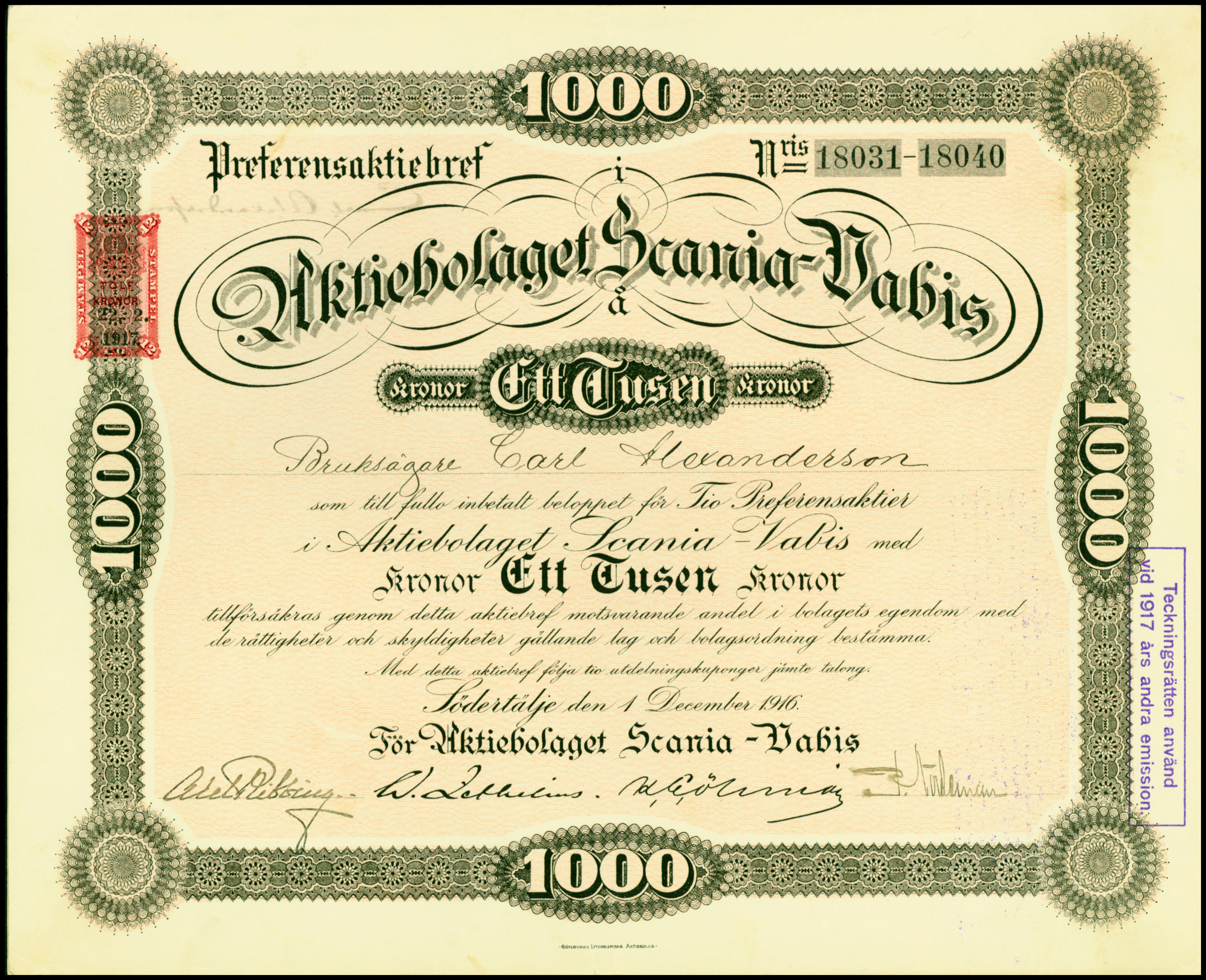
حصة سكانيا-فابيس ، الصادرة عام 1916

سكانيا هي شركة سويدية تصنع الأجهزة الثقيلة مثل الشاحنات الضخمة والحافلات إضافة إلى محركات صناعية وبحرية، ينتمي هذا المصنع إلى المجموعة الألمانية فولكس فاجن آي جي، وتمتلك 38 بالمائة من حقوق التصويت. سكانيا لها فروع إنتاج في كل من أوروبا وأمريكا اللاتينية. إضافة إلى ذلك يوجد لديها مصانع تجميع في عشرة بلدان في أفريقيا، وفي آسيا، وفي أوروبا. وتقوم سكانيا ببيع وخدمة وتمويل الشركات في كامل أنحاء العالم. وتوظف 35000 شخصا حول العالم.

## نبذة
سكانيا أي بي Scania AB هي شركة تصنيع سويدية رئيسية يقع مقرها الرئيسي في سودرتاليه، وتركز على المركبات التجارية وخاصة الشاحنات الثقيلة والشاحنات بأنواعها والحافلات. كما تقوم بتصنيع محركات الديزل للمركبات الثقيلة وكذلك التطبيقات البحرية والصناعية العامة.
تم تشكيل سكانيا في عام 1911 من خلال اندماج شركة ڤ‍ابيس ومقرها سودرتاليا وشركة "ماسنفابريك أكتيبولجت سكانيا" ومقرها مالمو. منذ عام 1912، تcdsswwير موقع الشركة مرة أخرى إلى سودرتاليا بعد الاندماج. حالياً، لدى سكانيا منشآت إنتاج في السويد وفرنسا وهولندا وتايلاند والصين والهند والأرجنتين والبرازيل وبولندا وروسيا وفنلندا. بالإضافة إلى ذلك، توجد مصانع تجميع في عشر دول في إفريقيا وآسيا وأوروبا. منظمة المبيعات والخدمات في سكانيا وشركات التمويل في جميع أنحاء العالم. في عام 2012، وظفت الشركة حوالي 42100 شخص حول العالم.
تم إدراج سكانيا في بورصة ستوكهولم إبتداء من عام 1996 إلى عام 2014. الشركة هي شركة تابعة لـمجموعة تراتون، والتي هي جزء من مجموعة فولكس فاجن.
يُظهر شعار سكانيا غريفين، مستمد من شعار النبالة لمقاطعة سكانيا (السويدية: Skåne).

## تاريخ
سكانيا (اسم لاتيني لكلمة "Skåne") تأسست إثر اندماج بين شركتين وهما فابيس وهو اختصار لعبارة «ڤ‍انفابريك أكتيبولجت آي سودرتاليا» وسكانيا. تأسست فابيس عام 1891 في سودرتاليا، تبعد 35 كلم (22 ميل) جنوبا عن العاصمة ستوكهولم، وهي مهتمة بتصنيع عجلات العربات والقطارات. تأسست شركة ڤ‍انفابريك أكتيبولجت آي سودرتاليا عام 1900 في مالمو جنوب السويد، وكان في البداية مصنع للدراجات ولكنها بدأت أيضا تصنع السيارات والشاحنات.
دمج الشركتين في عام 1911 أعطى اسما جديدا وهو سكانيا - فابيس، ركزت الشركة الجديدة على تصنيع الشاحنات والحافلات والسيارات.
بعد بعض الصعوبات الاقتصادية في عام 1921، تحصلت الشركة على رأس مال جديد من قبل بنك ستوكهولمز إنسكيلدا والمملوك للعائلة السويدية والنبيرغ، وأصبحت سكانيا - فابيس صلبة من الناحية التقنية وشركة ذات مكانة رفيعة.
في عام 1969 اندمجت سكانيا - فابيس مع شركة ساب وتكونت شركة جديدة باسم ساب - سكانيا، وعند انقسام هذه الشركة سنة 1995، تحول اسمها إلى سكانيا آي بي وتغيرت أيضا أسماء الحافلات والشاحنات إلى الاسم الجديد.
عدة أمثلة لصناعات سكانيا وفابيس وسكانيا - فابيس موجودة في متحف ماركيس والمبرج - هالن (متحف سكانيا) وهو متحف يقع في سودرالج به جميع السيارات القديمة لهذه الشركات.

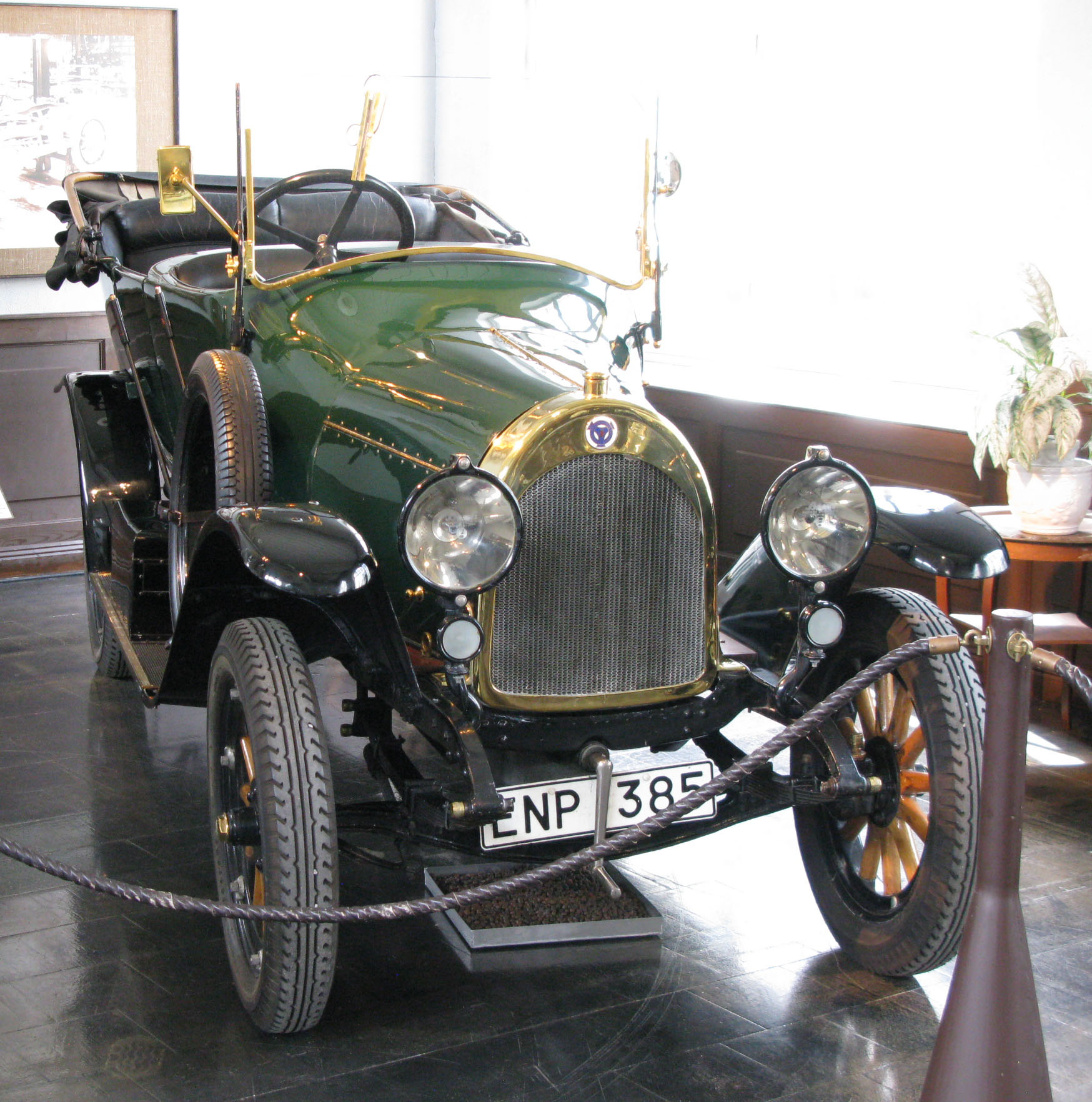
احدى انتاجات سكانيا فابيس (2121) من عام 1917

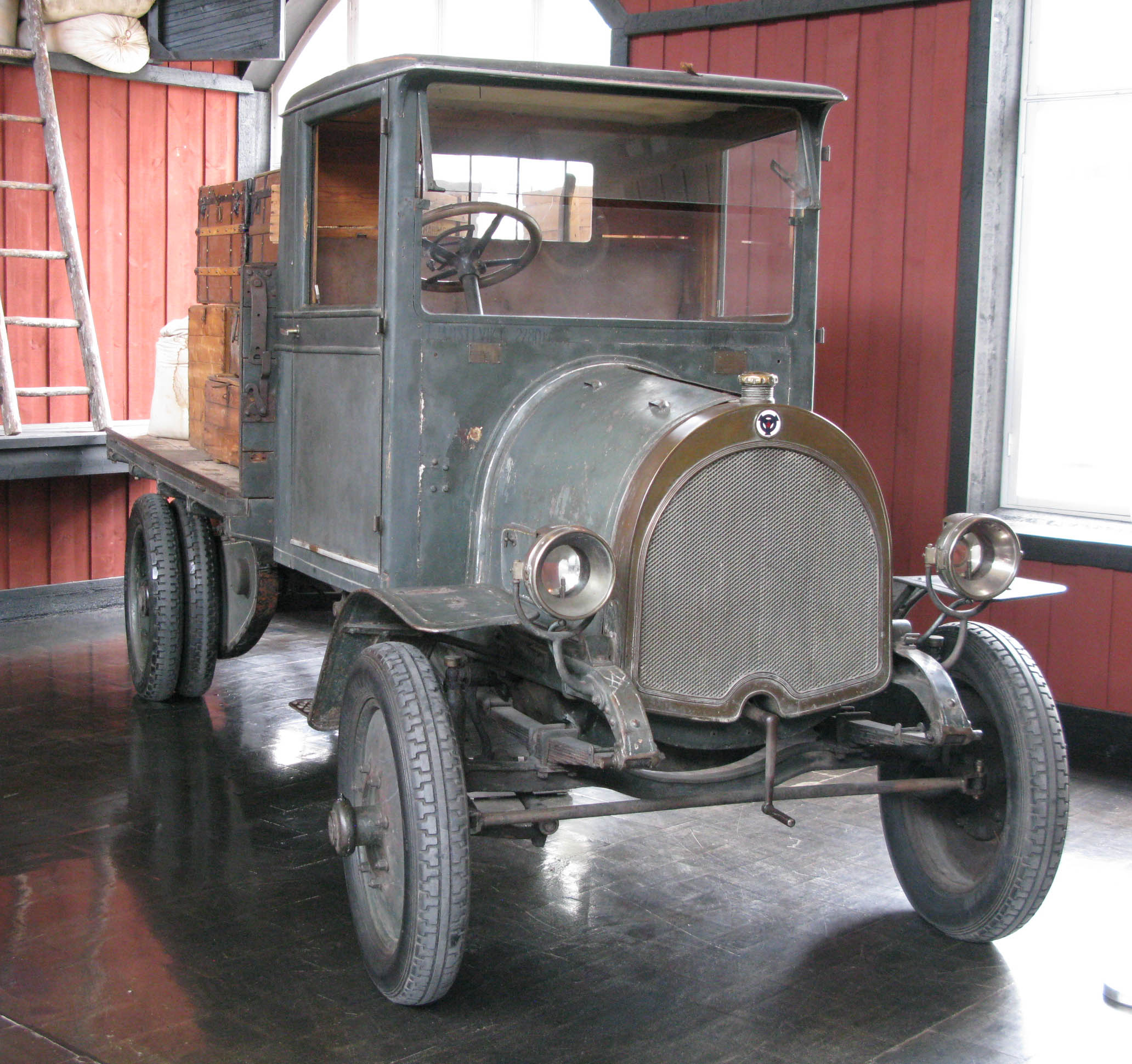
أول انتاجات سكانيا فابيس CLc من عام 1919

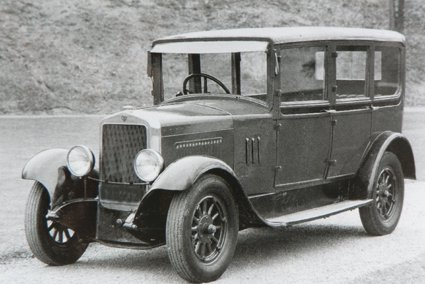
احدى انتاجات سكانيا فابيس من عام 1929

### ڤ‍ابيس وماسنفابريك أكتيبولجت سكانيا
المقالات الرئيسية: ڤ‍ابيس و ماسنفابريك أكتيبولجت سكانيا
تأسست ڤ‍ابيس وسكانيا أي بي في عام 1911 كنتيجة للاندماج بين ڤ‍ابيس ومقرها سودرتاليا و ماسنفابريك أكتيبولجت سكانيا ومقرها مالمو.  
تأسست شركة ڤ‍انفابريك أكتيبولجت آي سودرتاليا المعروفة باختصار (ڤ‍ابيس) كشركة مصنعة لعربات السكك الحديدية في عام 1891، بينما تأسست شركة ماسنفابريك أكتيبولجت سكانيا المعروفة باختصار (إم أي سي) كشركة مصنعة للدراجات في عام 1900. وقد جربت كلتا الشركتين حظهما في بناء السيارات والشاحنات والمحركات، ولكن بنجاح متنوع. في عام 1910، نجحت شركة (إم أي إس) في بناء سيارات موثوقة، بينما كانت شركة ڤ‍ابيس على وشك الإغلاق. أدى عرض من ألفريد نوردمان العضو المنتدب لشركة ماسنفابريك أكتيبولجت سكانيا إلى شركة تصنيع الصلب سورهامرز بروك مالك شركة ڤ‍ابيس، إلى اتفاق في نوفمبر 1910، وفي عام 1911 أصبح الاندماج حقيقة واقعة.
وُضِع تطوير وإنتاج المحركات والمركبات الخفيفة في سودرتاليا، بينما تم تصنيع الشاحنات في مالمو. تم إعادة تصميم شعار الشركة من الشعار الأصلي لشركة ماسنفابريك أكتيبولجت سكانيا برأس جريفين، من شعار النبالة لمنطقة سكانيا السويدية (Skåne)، تتمحور حول مجموعة سلاسل دراجات ثلاثية الأذرع. في البداية كان المقر الرئيسي يقع في مالمو، ولكن في عام 1912 تم نقلهم إلى سودرتاليا.

### الحرب العالمية الأولى و1920
نظراً لوجود العديد من السيارات الرخيصة المستوردة في السويد في ذلك الوقت، قررت شركة سكانيا ڤ‍ابيس بناء سيارات فاخرة من الدرجة الأولى، على سبيل المثال سيارة الليموزين من النوع III من عام 1920 والتي كان لها حامل قبعة في السقف. امتلك الأمير كارل السويدي طراز سكانيا ڤ‍ابيس 3S عام 1913، وهو نوع تم تزويده بأزرار داخل السيارة حتى يتمكن الراكب من التواصل مع السائق. قامت شركة سكانيا ڤ‍ابيس أيضاً ببناء سيارات رياضية ذات مقعدين.
خلال السنوات القليلة التالية، ظلت أرباح الشركة راكدة، حيث جاء حوالي ثلث طلباتها من الخارج. لكن اندلاع الحرب العالمية الأولى غير الشركة، حيث تم تحويل جميع الإنتاج تقريباً إلى الجيش السويدي. بحلول عام 1916، كانت شركة سكانيا ڤ‍ابيس تحقق أرباحاً كافية للاستثمار في إعادة تطوير كل منشآتها الإنتاجية. بعد الحرب، في عام 1919، قررت سكانيا التركيز بشكل كامل على بناء الشاحنات، والتخلي عن المخرجات الأخرى بما في ذلك السيارات والحافلات. ومع ذلك، فقد تضرروا من إغراق السوق بالمركبات العسكرية التي تم إيقاف تشغيلها من الحرب، وبحلول عام 1921 أفلست الشركة. بعد بعض الصعوبات الاقتصادية في عام 1921، جاء رأس المال الجديد من بنك ستوكهولمز إنسكيلدا المملوك "لعائلة والنبرغ" وأصبحت سكانيا ڤ‍ابيس شركة قوية وذات مكانة عالية من الناحية الفنية.

#### الدنمارك
قرب نهاية عام 1913، أنشأت الشركة شركة تابعة لها في الدنمارك. في العام التالي، تم بناء أول سيارة دنماركية، وهي سيارة فايتون ذات أربعة مقاعد، في مصنع فريدريكسبيرج التابع للشركة في كوبنهاغن. في عام 1914، أنتج المصنع أول شاحنة سكانيا ڤ‍ابيس الدنماركية، وبعد ذلك طور محرك V8، وهو واحد من أوائل الشاحنات في العالم. في عام 1921، بعد بيع 175 شاحنة و 75 سيارة، تم إغلاق الشركة الدنماركية.

#### النرويج
في عام 1917 تم إبرام اتفاقية مع الشركة النرويجية المُشَكلة حديثاً نورسك أوتوموبيلفابريك A / S حول الإنتاج بموجب ترخيص لسيارات وشاحنات سكانيا-فابيس. بدأ الإنتاج في عام 1919، لكنه انتهى في عام 1921 بعد إنتاج 77 شاحنة فقط، معظمها من الأجزاء سويدية الإنتاج.

### ثلاثينيات وأربعينيات القرن العشرين
خلال الحرب العالمية الثانية، أنتجت سكانيا مجموعة متنوعة من المركبات العسكرية للجيش السويدي، بما في ذلك دبابة ستريدسڤ‍ان إم 41 الخفيفة المنتجة بموجب ترخيص.

### خمسينيات وستينيات القرن الماضي
خلال الخمسينيات من القرن الماضي، وسعت الشركة عملياتها لتشمل قطاعات عملاء جديدة، وأصبحت وكلاء لسيارتي ويلس جيب وفولكس فاجن بيتل وكانت الأخيرة مربحة للغاية لشركة سكانيا ڤ‍ابيس كما بدأت أيضاً في أن تصبح منافساً حقيقياً لشركة فولفو بشاحنتها ريغنت إل 71 الجديدة التي تم تقديمها في عام 1954.
خلال هذه الفترة، وسعت سكانيا ڤ‍ابيس شبكة وكلائها ومرافق ورش العمل المتخصصة على مستوى الدولة. بحلول نهاية الخمسينيات من القرن الماضي، كانت حصتهم في السوق السويدي تتراوح بين 40 و 50٪، وحققت 70٪ في قطاع الشاحنات الأثقل - بمساعدة الجهود الريادية لتجارهم في سوق النقل.

#### بيرز
المستورد الرسمي لشركة سكانيا في هولندا
ربما كان أكبر تأثير لها في أسواق التصدير. قبل عام 1950، كانت الصادرات تمثل 10٪ فقط من إنتاج الإنتاج، ولكن بعد عقد من الزمان، بلغت الصادرات 50٪ من الإنتاج. أصبحت بيرز في هولندا شريكاً مهماً للغاية. أصبحت بيرز مستورداً رسمياً لشركة سكانيا ڤ‍ابيس في هولندا، وأنشأت شبكة وكلاء، إلى جانب برامج تدريب للميكانيكيين والسائقين.
عرضت بيرز أيضاً إصلاحات مجانية مرتين سنوياً لمركبات عملائها، وقدمت خدمة متنقلة في جميع أنحاء هولندا بشاحنات الخدمة المجهزة حسب الطلب. نظراً لجهود بيرز المتضافرة، ظلت حصة سكانيا-فابيس في السوق ثابتة عند 20٪ طوال هذه الفترة. كان من المقرر أن تتبنى شركة سكانيا ڤ‍ابيس نموذج الأعمال الخاص بـبيرز في عمليات البيع الخارجية الخاصة بها.
شهدت الستينيات توسيع شركة سكانيا ڤ‍ابيس لعمليات الإنتاج إلى مواقع خارجية. حتى اللحظة، تم تنفيذ جميع عمليات إنتاج سكانيا-فابيس فقط في سودرتاليا، لكن الستينيات شهدت الحاجة إلى توسيع الإنتاج في الخارج. أصبحت البرازيل سوقاً بارزاً للشاحنات الثقيلة، وكانت تعتمد أيضاً على الحافلات بين المدن، مع متطلبات خاصة للطرق البرازيلية الجبلية التي أصبحت قريبة من الوصول إليها في بعض الأحيان. في 2 يوليو 1957، تأسست شركة سكانيا ڤ‍ابيس برازيل إس إي البرازيلية الفرعية (المعروفة اليوم باسم سكانيا أمريكا اللاتينية المحدودة) وبدأت في تجميع بعض المركبات بنفسها في عام 1958. وفي 29 مايو 1959، تم افتتاح مصنع محركات جديد في منطقة إيبيرانجا في ساو باولو، ومن يونيو 1960، قامت شركة سكانيا ڤ‍ابيس دو برازيل بتجميع جميع المركبات بأنفسهم. بدء تجميع مركبات سكانيا ڤ‍ابيس في البرازيل من قبل شركة محلية تسمى ڤ‍يماج وهي إختصار ل (ڤ‍يكلولوس إي متكويناس أجريكولاس) لعدة سنوات. أنشأت سكانيا ڤ‍ابيس أول مصنع كامل لها خارج سودرتاليا، من خلال بناء منشأة جديدة في ساو برناردو دو كامبو بالقرب من ساو باولو، والتي تم افتتاحها في 8 ديسمبر 1962، وكان هذا لوضع معيار لعمليات سكانيا ڤ‍ابيس الدولية.

#### أقرب إلى الوطن
قدمت المجموعة الاقتصادية الأوروبية (إي إي سي) التي تم تشكيلها مؤخراً المزيد من الفرص. بناءً على تواجدها القوي الآن في الأسواق الهولندية، قامت شركة سكانيا ڤ‍ابيس ببناء مصنع جديد في زفول، والذي تم الانتهاء منه عام 1964. وزودت هذه المنشأة الهولندية الجديدة شركة سكانيا ڤ‍ابيس بنقطة انطلاق إلى دول المجموعة الاقتصادية الأوروبية الخمس الأخرى، ولا سيما الأسواق الألمانية والفرنسية. في عام 1966، استحوذت شركة سكانيا ڤ‍ابيس على مُلكية مورد ثمين بي جي كروسري فابريك الذي كان مقره في أوسكارسهامن.  كانت بي جي كروسري فابريك تصنع سيارات الأجرة منذ عام 1946، وكانت تزود سيارات الأجرة ليس فقط لشركة سكانيا ڤ‍ابيس ولكن أيضا لمنافسيها السويديين فولفو. وكان من المعتاد بالنسبة لمصنعي الشاحنات الاستعانة بمصادر خارجية لإنتاج سيارات الأجرة لبناة أجسام مستقلين، لذلك بدا الاستحواذ عليها من قبل سكانيا فابيس فكرة جيدة. كما أنشأ مالك بي جي كروسري فابريك «برور جوث بيرسون»، مصنعاً إضافياً للكابينة في ميبل.
واصلت شركة سكانيا ڤ‍ابيس التوسع في مرافق الإنتاج من خلال عمليات الاستحواذ. في عام 1967، استحوذوا على شركة سڤ‍نسكا كروسري ڤ‍ركستديرنا المعروفة باختصار (إس كي ڤ‍ي) ومقرها  كاتاريناهولم، وأنشأوا شركة فرعية جديدة، عرفت باسم سكانيا بوسار. بعد مرور عام، تم نقل كل إنتاج الحافلات، إلى جانب البحث والتطوير إلى كاتاريناهولم. تمت إضافة المزيد من مواقع الإنتاج في سبهولت وفالون، وارتفعت أعداد موظفي سكانيا، لا سيما في سودرتاليا، مما ساعد على مضاعفة عدد سكان المدينة.
قامت شركة سكانيا ڤ‍ابيس في مرحلة ما من تاريخها أيضاً بتصنيع شاحنات في بوتسوانا والبرازيل وكوريا الجنوبية وتنزانيا وهولندا وزيمبابوي والولايات المتحدة. لبعض الوقت، شنت دايملر بنز «حرب الشعار» مع سكانيا ڤ‍ابيس، بدعوى حدوث ارتباك محتمل بين تصميم سكانيا ڤ‍ابيس «كرنك الدواسة» الذي يظهر على دراجات سكانيا حوالي عام 1900 و«نجمة ثلاثية الرؤوس» من مرسيدس. في عام 1968، فازت شركة دايملر بنز وتغير شعار سكانيا ڤ‍ابيس إلى رأس غريفين بسيط على خلفية بيضاء.
في فبراير 1968، تم إطلاق مجموعة جديدة من الشاحنات، وفي نفس الوقت تم تغيير اسم الشركة إلى سكانيا فقط. بالإضافة إلى اختفاء ڤ‍ابيس من الاسم والشعار الجديد، تلقت جميع الطرازات الحالية تسميات طرازات جديدة.

### 1970 و 1980
في عام 1976، تم إطلاق المجمع الصناعي الأرجنتيني. بعد بضعة أشهر، في 10 سبتمبر، تم تصنيع أول صندوق تروس خارج السويد، وأخيراً في ديسمبر، أصبحت شاحنة إل 111 أول شاحنات سكانيا تُصنع في الأرجنتين. سرعان ما تخصص المصنع في إنتاج علب التروس والمحاور والتروس التفاضلية التي جهزت كل من الوحدات المنتجة في توكومان وتلك التي بنيت في البرازيل. أيضاً في الأرجنتين، في عام 1982، تم إطلاق السلسلة 2 كجزء من «برنامج سكانيا»، والذي يتكون من شاحنات تي-112 وآر-112 مع نسختين من الكابينة وخيارات مختلفة في المحرك وسعة التحميل. في عام 1983، تم إطلاق كي 112 المصنوع في توكومان (مثل باقي الموديلات) لتحل محل ي آر-116.
في منتصف عام 1985 دخلت سكانيا السوق الأمريكية لأول مرة (بصرف النظر عن بيع 12000 محرك ديزل مثبت في شاحنات ماك من عام 1962 حتى عام 1975) وبدأت بشكل متواضع بهدف بيع 200 شاحنة في عام 1987 بالكامل. الشمال الشرقي، حيث الظروف تشبه تلك الموجودة في أوروبا عن كثب. يمكن رؤية العديد من الأمثلة على المركبات التجارية والعسكرية سكانيا وڤ‍ابيس وسكانيا ڤ‍ابيس في قاعة ماركوس والنبرغ (متحف سكانيا) في سودرتاليا.

## الملكية

### سكانيا ساب أي بي (1969-1995)
في 1 سبتمبر 1969، اندمجت سكانيا مع ساب أي بي، وتشكلت سكانيا ساب أي بي. عندما تم تقسيم سكانيا ساب في عام 1995، تغير اسم قسم الشاحنات والحافلات ببساطة إلى سكانيا أي بي. بعد عام واحد، تم تقديم سكانيا أي بي في البورصة، مما أدى إلى تغيير طفيف في الاسم إلى سكانيا أي بي (العام).

### إحباط استيلاء فولفو
في 7 أغسطس 1999، أعلنت شركة فولفو عن موافقتها على الاستحواذ على حصة الأغلبية في سكانيا. كان من المقرر أن تشتري فولفو حصة 49.3٪ في سكانيا التي كانت مملوكة للمستثمر أي بي، هو المساهم الرئيسي في سكانيا آنذاك.كان الاستحواذ، مقابل 7.5 مليار دولار أمريكي (60.7 مليار كرونة سويدية) كان من شأنه أن يخلق ثاني أكبر مصنع للشاحنات الثقيلة في العالم، بعد دايملر كرايسلر. كما كان من المقرر أن تأتي الأموال النقدية للصفقة من بيع قسم سيارات فولفو لشركة فورد للسيارات في يناير 1999. فشل الاندماج، بعد رفض الإتحاد الأوروبي، معلناً أن شركة واحدة ستحصل على ما يقرب من 100٪ من حصة السوق في أسواق الشمال.

### إحباط استيلاء MAN
في سبتمبر 2006، أطلقت شركة صناعة الشاحنات الألمانية (MAN(AG عرضاً عدائياً بقيمة 10.3 مليار يورو للاستحواذ على سكانيا أي بي. اضطر الرئيس التنفيذي لشركة سكانيا ليف أوستلينج، إلى الاعتذار عن المقارنة مع عرض مان الذي سماه بـ «الحرب الخاطفة». أسقطت شركة MAN AG لاحقاً عرضها العدائي، ولكن في يناير 2008، زادت شركة MAN حقوق الأسهم في سكانيا بنسبة تصل إلى 17٪.

### عصر مجموعة فولكس فاجن
سكانيا أي بي مملوكة بنسبة 100٪ لشركة السيارات الألمانية مجموعة فولكس فاجن، التي تُشكل جزءاً من فرع المركبات التجارية الثقيلة، تراتون سي، جنباً إلى جنب مع مان الشاحنة والحافلة و فولكس فاجن كامينوس من السيارات.
اكتسبت فولكس فاجن مُلكية سكانيا من خلال شراء حصة فولفو لأول مرة في عام 2000، بعد محاولة الاستحواذ الفاشلة التي قامت بها الأخيرة، وزادتها إلى 36.4٪ في الربع الأول من عام 2007. ثم اشترت إنڤ‍ستور أي بي في مارس 2008، ورفعت حصتها إلى 70.94٪. تمت الموافقة على الصفقة من قبل الهيئات التنظيمية في يوليو 2008. ثم أصبحت سكانيا العلامة التجارية التاسعة في مجموعة فولكس فاجن. بحلول 1 يناير 2015، سيطرت شركة فولكس فاجن على 100٪ من أسهم شركة سكانيا أي بي.

## غرامات تحديد الأسعار
في سبتمبر 2017، تم تغريم سكانيا 880 مليون يورو (8.45 مليار كرونا سويدية) من قِبل الإتحاد الأوروبي لمشاركتها في كارتل تحديد الأسعار لمدة 14 عاماً. الأعضاء الخمسة الآخرون في الكارتل شركات مان، داف، دايملر كرايسلر، إيفيكو، ڤ‍ولڤ‍و و رينولت استقروا مع اللجنة في عام 2016.

## المنتجات

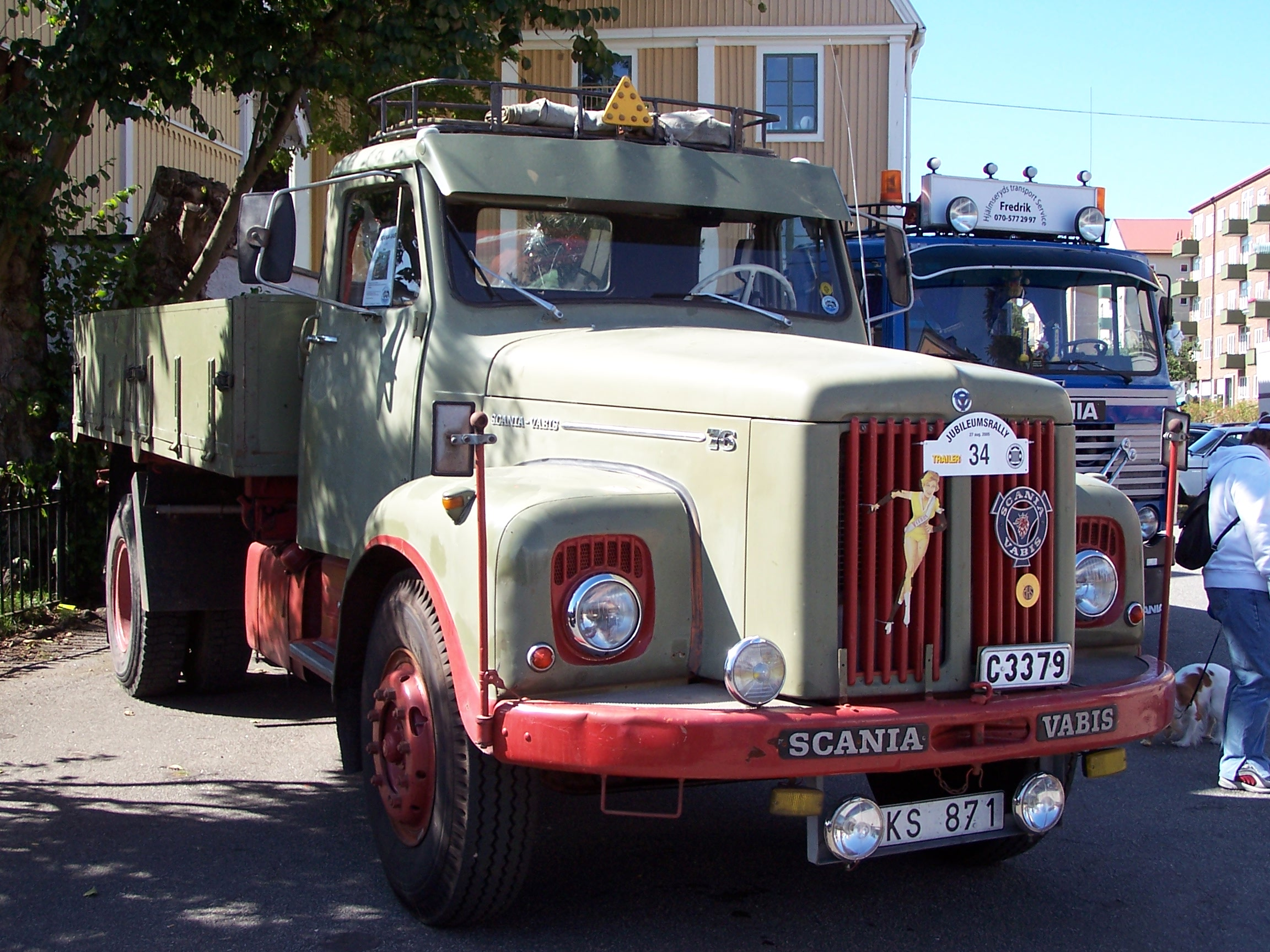
شاحنة سكانيا موديل L76

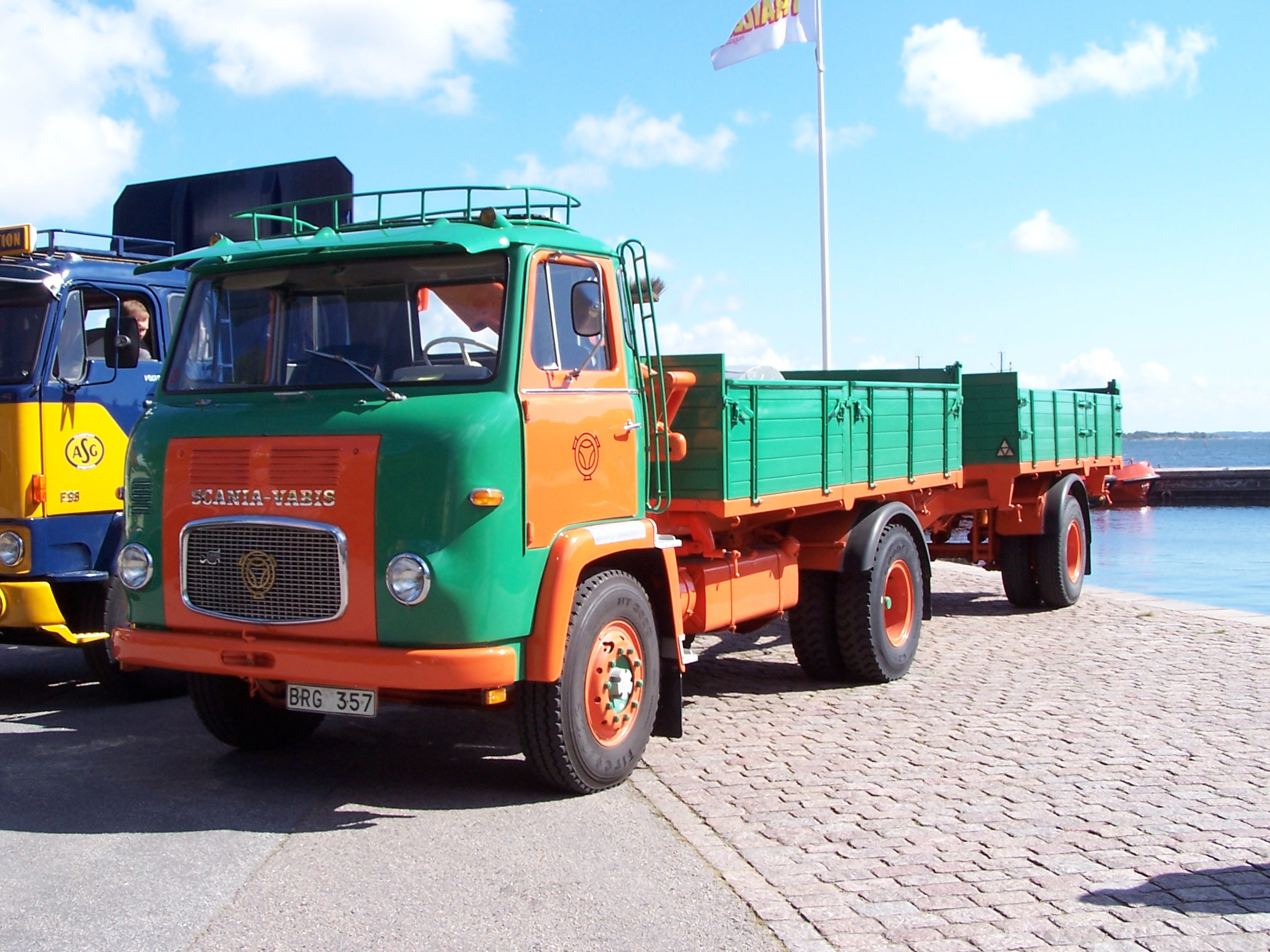
شاحنة سكانيا موديل LB76

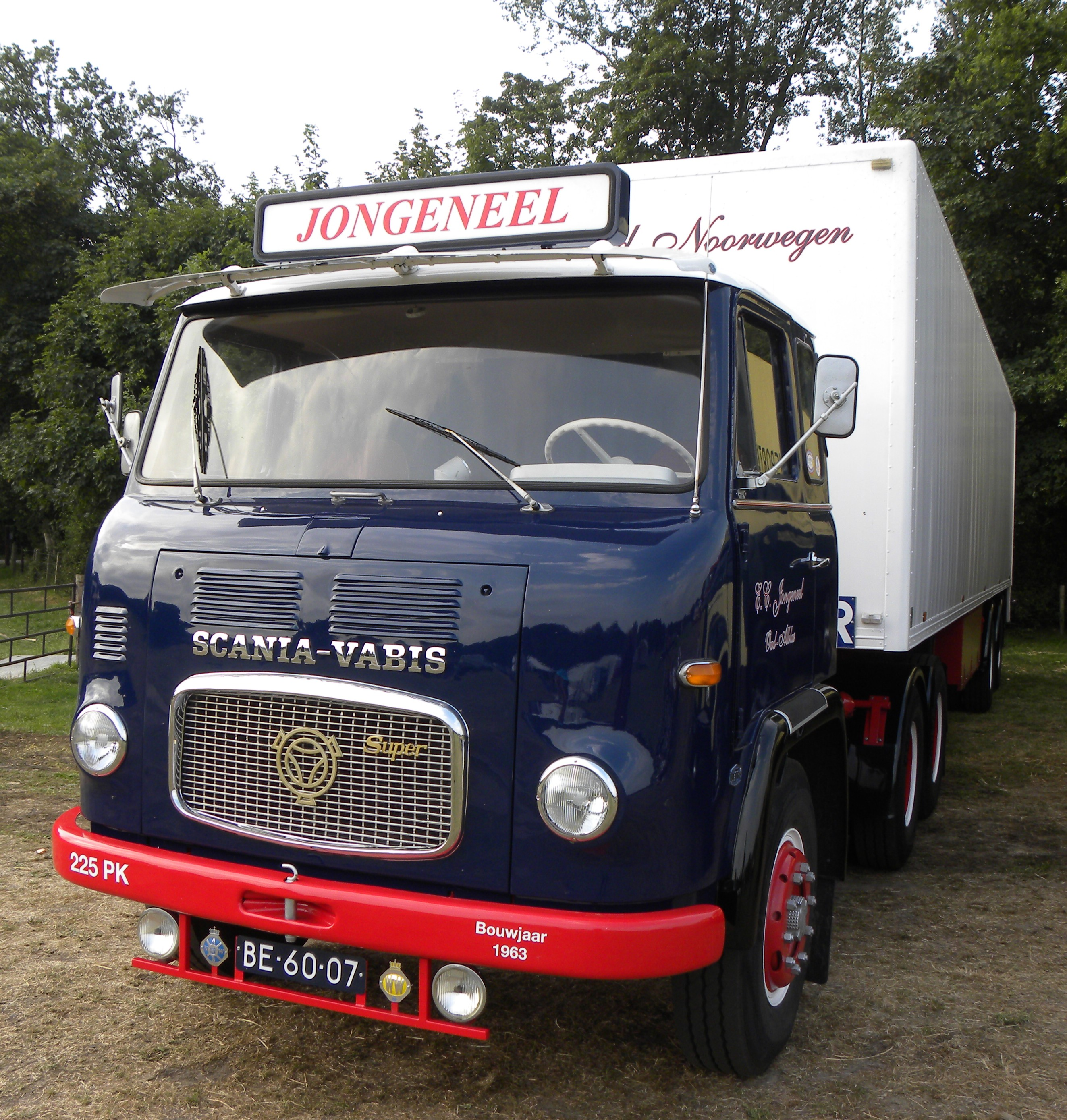
شاحنة سكانيا موديل LBS76

### الشاحنات والمركبات الخاصة
تقوم سكانيا بتطوير وتصنيع وبيع الشاحنات التي يزيد وزنها الإجمالي للمركبة عن 16 طناً (الفئة 8)، والمخصصة للنقل لمسافات طويلة والتوزيع الإقليمي والمحلي للبضائع، فضلاً عن النقل لأغراض البناء.
صاغت شاحنة إل بي 76 ذو التحكم الأمامي لعام 1963 سمعة سكانيا ڤ‍ابيس خارج السويد، حيث كان من أوائل كبائن الشاحنات التي خضعت لاختبار التصادم الشامل.

#### الشاحنات الحالية
جميع الشاحنات الحالية من سكانيا هي جزء من مجموعة بي آر تي، ولكن يتم تسويقها كسلسلة مختلفة بناءً على ارتفاع الكابينة العام.

#### سلسلة آل (L)
- تم إطلاقها في ديسمبر 2017. تتميز بكابينة أقل حتى من الفئة بي (P)، وهي مُحسّنة للتوزيع ومهام أخرى قصيرة المدى.

#### سلسلة بي (P)
- تم إطلاقها في أغسطس 2004، التطبيقات النموذجية هي التوزيع الإقليمي والمحلي، والبناء، والعمليات المتخصصة المختلفة المرتبطة بالنقل والخدمات المحلية. تحتوي شاحنات الفئة بي (P) على كابينة بي (P) الجديدة، والتي تتوفر في العديد من الأشكال: سرير مفرد، كابينة نهارية واسعة، كابينة قصيرة ومقصورة طاقم.

#### سلسلة جي (G)
- التي تم إطلاقها في سبتمبر 2007، تقدم السلسلة نطاقاً موسعاً من الخيارات للمشغلين العاملين في مسافات طويلة على المستوى الوطني وجميع أنواع تطبيقات البناء تقريباً. تحتوي جميع الموديلات على كابينة جي (G)، ويتوفر كل منها كجرار أو صلب. تأتي شاحنة سلسلة جي بخمسة أنواع مختلفة من الكابينة: ثلاثة مقاعد للنوم، وكابينة نهارية، وكابينة قصيرة. هناك تكوينات مختلفة للمحاور، وفي معظم الحالات يوجد اختيار لارتفاع الشاسيه ونظام التعليق.

#### سلسلة آر (R)
- تم إطلاقها في مارس 2004، وفازت بجائزة الشاحنة الدولية المرموقة في عام 2005 ومرة أخرى في عام 2010. تقدم المجموعة شاحنات متنوعة مُحسَّنة للنقل لمسافات طويلة. تحتوي جميع الطرازات على كابينة سكانيا آر، وتتوفر كل مركبة كجرار أو صلب.
هناك تكوينات مختلفة للمحور واختيار لارتفاع الشاسيه ونظام التعليق. تعد سكانيا آر 730 أقوى نسخة من سلسلة آر (R). ينتج محركها 16.4 لتر دي سي 16 توربو ديزل بمحرك V8 سعة 16.4 لتراً 730 حصاناً (540 كيلووات، 720 حصانًا) عند 1900 دورة في الدقيقة و3500 نيوتن متر (2600 رطل قدم) من عزم الدوران عند 1000-1,350 دورة في الدقيقة.

#### سلسلة إس (S)
- تم إطلاقها في أغسطس 2016. إنها أعلى كابينة صنعتها سكانيا على الإطلاق. تتميز بأرضية مسطحة تماماً وسرير منخفض قابل للتمديد حتى 100 سم (حوالي 3.28 قدماً).

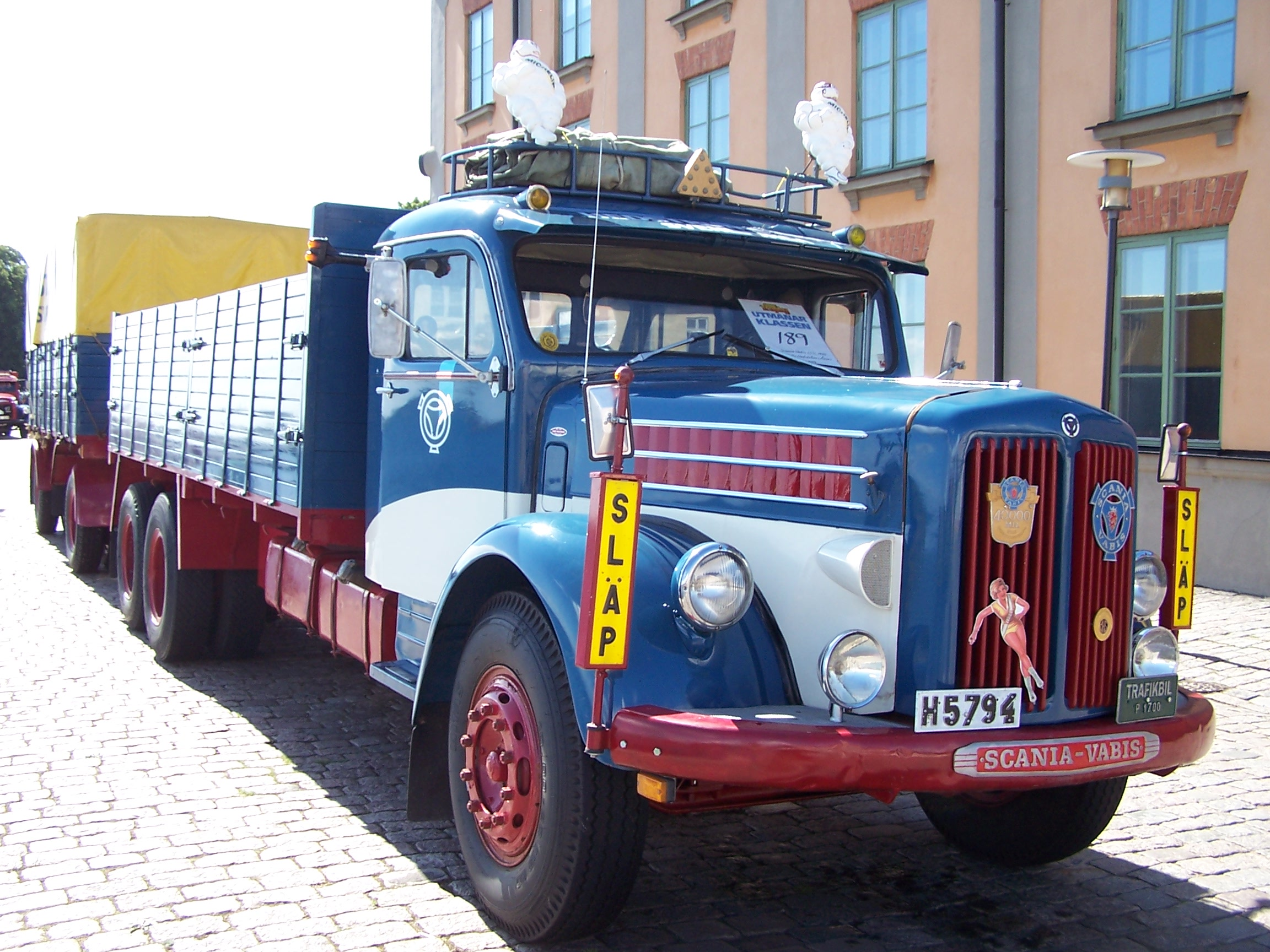
شاحنة سكانيا موديل LS71 (قاطرة ومقطورة)

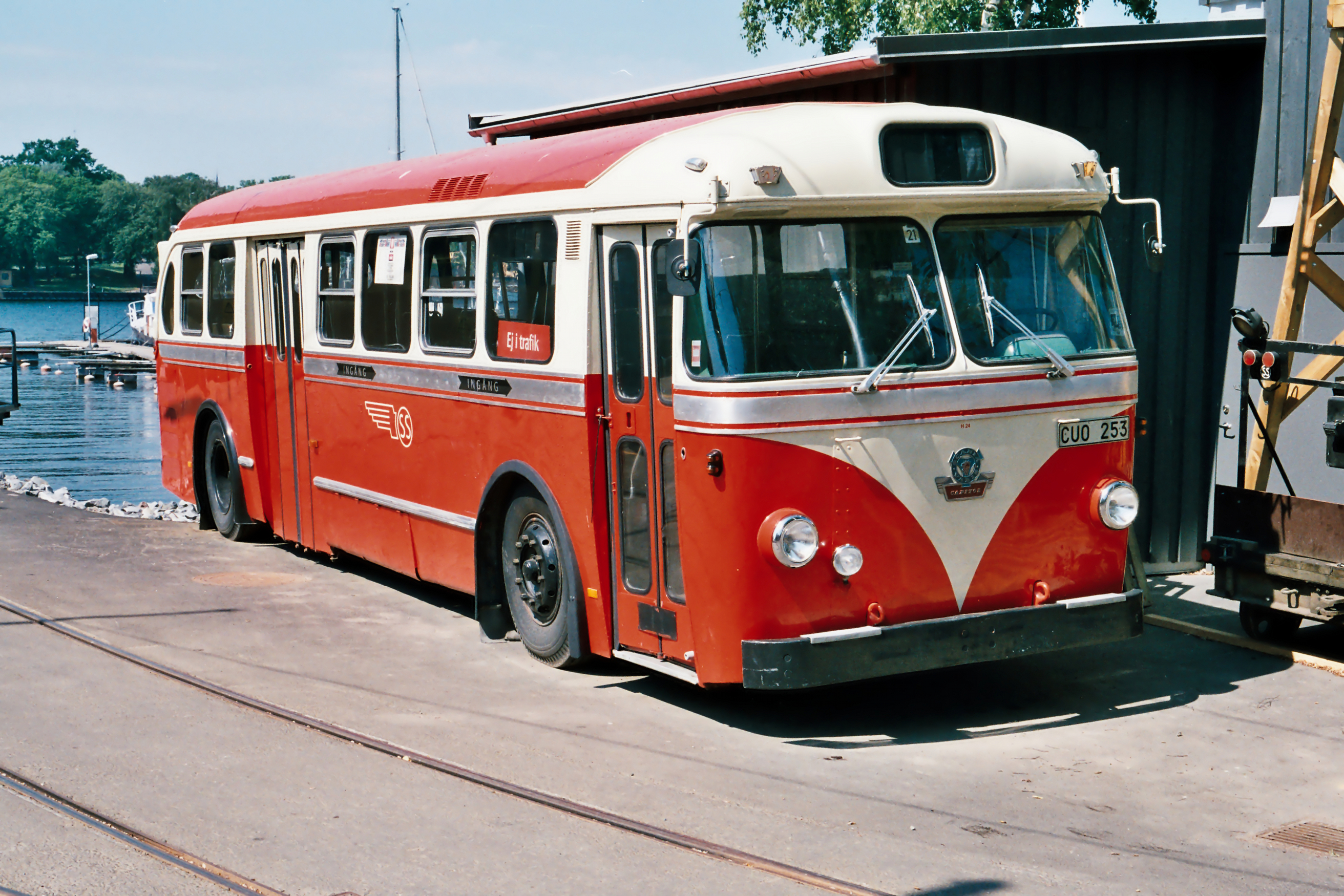
باص سكانيا الكابيتل (تجول داخل المدينة) من عام 1962

### الشاحنات التاريخية

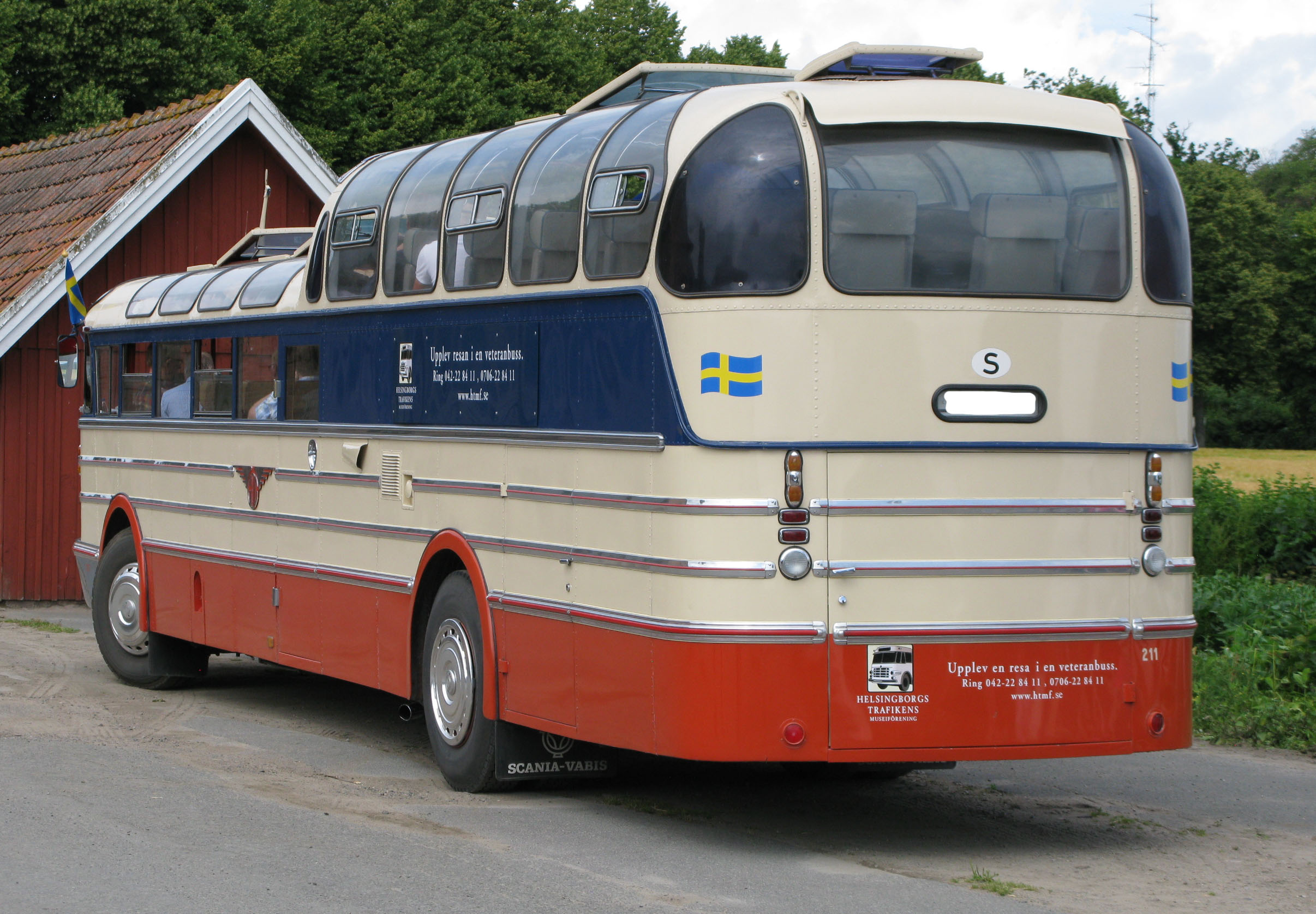
باص سكانيا موديل GP38 (ذات الطابقين)

| 1911 - 1927 | CLb\ CLc      | درابانت     | 1944 - 1959          | L10\ F10\ L40\ F40\ L51 | السلسلة 2   | 1980 - 1988            | 82 \92 \112 \142       |
| ----------- | ------------- | ----------- | -------------------- | ----------------------- | ----------- | ---------------------- | ---------------------- |
| 1911 - 1926 | DLa           | ريجنت       | 1946 - 1958          | L20\ L60\ L71           | السلسلة 3   | 1987 - 1997            | 93 \ 113 \143          |
| 1912 - 1926 | ELa           |             | 1958 - 1968          | L75 \L76 \LB76          | السلسلة 4   | 1995 - 2004            | 94 \114 \124 \144 \164 |
| 1911 - 1924 | FLa           | 1959 - 1968 | L55 \L56 \L66        | السلسلة تي              | 2004 - 2005 | جزء سابق من مجموعة PRT |                        |
| 1914 - 1923 | GLa           | 1964 - 1968 | L36                  |                         |             |                        |                        |
| 1925 - 1936 | 314 \324 \325 | 1968 - 1974 | 50 \80 \85 \110 \140 |                         |             |                        |                        |
| 1931 - 1944 | 335 \345 \355 | 1974 - 1981 | 81 \86 \111\ 141     |                         |             |                        |                        |

### الحافلات والمدربين
لطالما ركزت مجموعة حافلات سكانيا وحافلاتها على الهيكل المعدني للاستخدام مع أي شيء بين الحافلات السياحية وحركة المرور في المدينة، ولكن منذ الخمسينيات من القرن الماضي، عندما كانت الشركة لا تزال تُعرف باسم سكانيا ڤ‍ابيس، قاموا بتصنيع حافلات كاملة لأسواقهم المحلية في السويد وبقية الدول الاسكندنافية، ومنذ التسعينيات حتى في أجزاء كبيرة من أوروبا.

## الهيكل
شاركت شركة سكانيا ڤ‍ابيس في إنتاج الحافلات منذ أيامها الأولى، حيث أنتجت حافلات البريد في عشرينيات القرن الماضي.
- في عام 1946، قدمت الشركة سلسلة بي (B) من هيكل الحافلة، مع المحرك المركب فوق المحور الأمامي، مما يعطي نتوءاً أمامياً قصيراً والباب خلف المحور الأمامي. يتكون الجيل الأول من B15 / B16 و B20 / B21 / B22 و B31، مقسومة بشكل أساسي على فئة الوزن، ثم حسب قاعدة العجلات. تمت تطوير الأخير في عام 1948 وأعيد تسميته 2B20 / 2B21 / 2B22 و 3B31.
- كان هيكل ترولي باص T31 / T32 متاحاً أيضاً منذ عام 1947. وفي عام 1950، تم تقديم الجيل التالي، مع B41 / B42 و B61 / B62 / B63 / B64 ولاحقاً B83.
- منذ ذلك الحين، قدمت سكانيا ڤ‍ابيس أيضاً هيكل سلسلة بي إف (BF) المتوفر باسم بي إف 61 وبي إف 62 وبي إف 63، والذي كان المحرك مثبتاً بشكل أكثر تقليدية قبل المحور الأمامي، مما يترك مساحة للباب على الجزء الأمامي الطويل.
- من عام 1954، جاءت السلسلة بي (B) كـ بي 51 وبي 71 وبي إف وبي إف 71 ولاحقاً بي إف 73.
- في عام 1959، تم تقديم بي 55 وبي 65 وبي 75 بالإضافة إلى بي إف 75، وكانت من عام 1963 متوفرة باسم بي 56 وبي 66 وبي 76، بالإضافة إلى بي إف 56 وبي إف 76.

قبل تغيير علامتها التجارية إلى سكانيا في عام 1968، كانت شركة سكانيا ڤ‍ابيس قد سلمت عدداً محدوداً جداً من إطارات الهيكل سي آر 76 (أقل هيكل فعلي) مع محرك مثبت في الخلف بشكل عرضي للهيكل الخارجي، استناداً إلى الحافلة الكاملة التي تحمل نفس الاسم. وابتداءً من عام 1968 تم تسليمه أيضاً باعتباره شاصيه حافلة قياسي يُعرف باسم بي آر 110.
تمت إعادة تسمية طرازات الهيكل الأخرى أيضاً، لذلك أصبح سكانيا ڤ‍ابيس بي 56 وبي 76 هو سكانيا بي 80 وبي 110 وأصبح بي إف 110 هو بي إف 80 وأصبح بي إف 76 هو بي إف 56. استندت الأرقام في تسميات الطراز الجديد إلى إزاحة المحرك (8 و 11 لتراً) وهو مخطط استخدمته سكانيا لما يقرب من 40 عاما.
- في عام 1971، تم إطلاق مجموعة جديدة من شاصيه المحرك الخلفي المركب طولياً، مع بي آر 85 وشقيقها الأكبر، بي آر 145 سعة 14 لتراً بمحرك ڤ‍ي 8، والتي تستهدف سوق الحافلات. في البرازيل، تم تجهيز الإصدار ذو الطاقة الأعلى بمحرك 11 لتراً قياسياً بدلاً من ڤ‍ي 8، المعروف باسم بي آر 115.
- كما تم إطلاق بي آر111 كبديل عن بي آر110، المشتق من ناقل سي آر111 الكامل. في عام 1976، تم تجديد العديد من الطرازات، وتم رفع التعيينات من 80 و 85 إلى 86، ومن 110 إلى 111، باستثناء بي آر 145 التي تم استبدالها لاحقاً بـ بي آر116 في عام 1978. تم إطلاق بي آر112 في عام 1978 كسابق لسلسلة 2، لتحل محل بي آر111.
- تم إطلاق بقية السلسلة 2 في عام 1981 مع (إف112 وإف82 لتحل محل بي إف111 وبي إف86) و (إس 112 إس 82 لتحل محل بي111 بي86)، ثم في عام 1982 حلت (كي112 كي82 محل بي آر116 بي آر86).
- ثم تم تحديث (بي آر 112 إلى إن 112) في عام 1984، وأصبحت نسخة ثلاثية المحاور من كي 112 متاحة، والمعروفة باسم كي تي 112.
- في عام 1985، تم استبدال كي82 و إف82 بمحرك 8.5 لتر من كي92 و إف92. توقفت الإصدارات ذات المحرك الأمامي بشكل عام في الأسواق الأوروبية في منتصف الثمانينيات، ولكن استمر الإنتاج في البرازيل.
- في عام 1988، تم تقديم السلسلة 3، استمراراً للنماذج الرئيسية للسلسلة 2. في عام 1990، أصبح إل113 الجديد متاحاً، بمحرك خلفي طولي يميل 60 درجة إلى اليسار، ليصنع ارتفاعاً أقل من كي113.
- تم إطلاق سلسلة 4 في عام 1997، واستمرت في جميع خصائص الطراز من السلسلة 3، ولكن مع كونها جميعاً مجرد تكوينات معيارية للهيكل الأساسي. تم استبدال المحرك سعة 8.5 لتر بـ 9 لتر، واستبدال 11 لتر بـ 11.7 لتر. انضم إليهم محرك سعة 10.6 لتر في عام 2000.

تتوفر مجموعة حافلات وحافلات سكانيا الحالية منذ عام 2006، ويتم تسويقها على أنها سلسلة كي (K)، و سلسلة إن (N)، و سلسلة إف (F)، بناءً على موضع المحرك.

### الهياكل الحالية
سلسلة K - بمحرك خلفي (مثبت طولياً) متوافقة مع محركات يورو و"معايير الانبعاث الأوروبية"
سلسلة N - بمحرك خلفي (مثبت بشكل مستعرض) متوافقة مع محركات يورو و"معايير الانبعاث الأوروبية"
سلسلة F - بمحرك أمامي مع محركات متوافقة مع محركات يورو و"معايير الانبعاث الأوروبية"

### حافلات كاملة

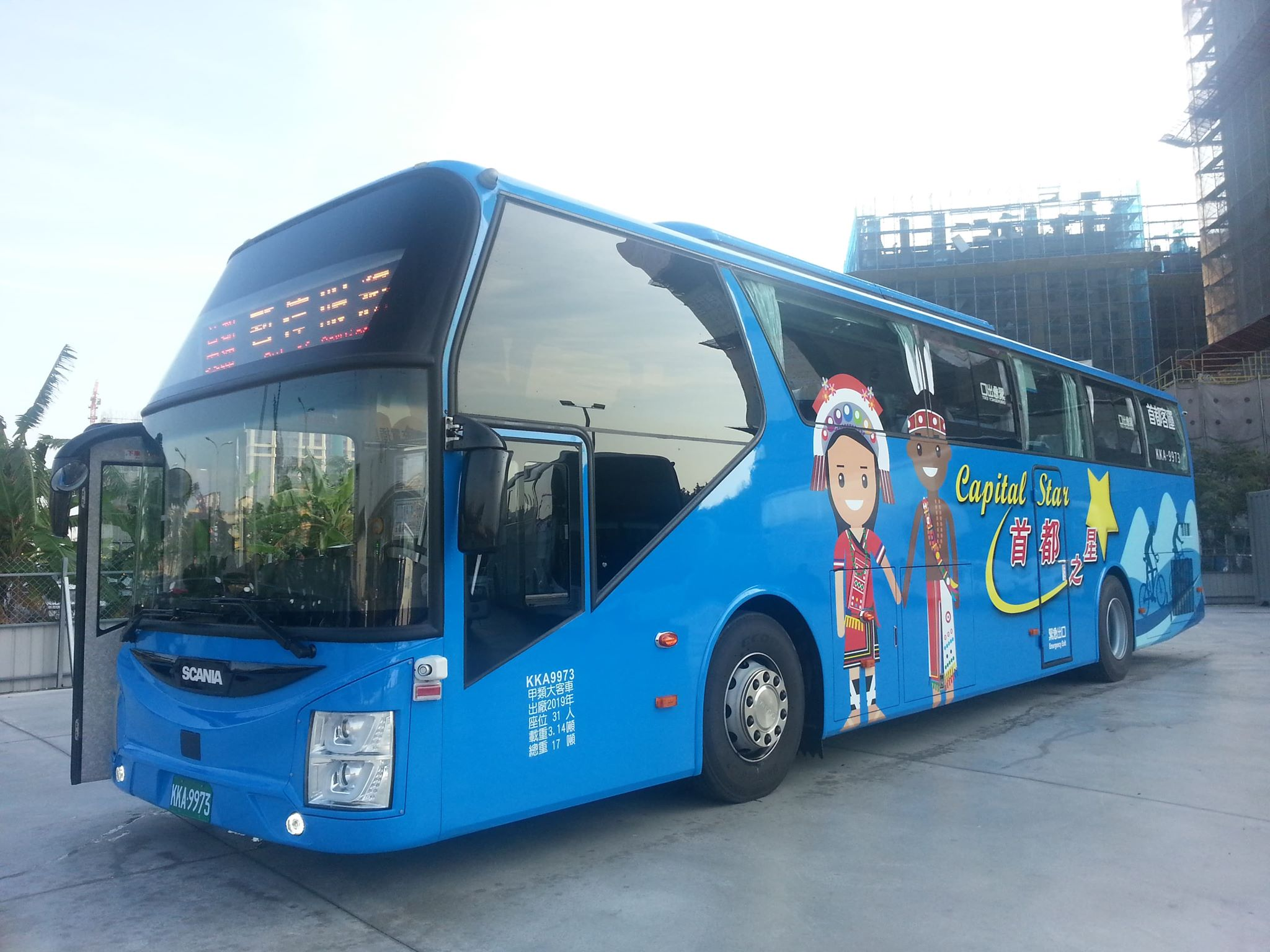
حافلة سكانيا الحديثة موديل KKA في الصين

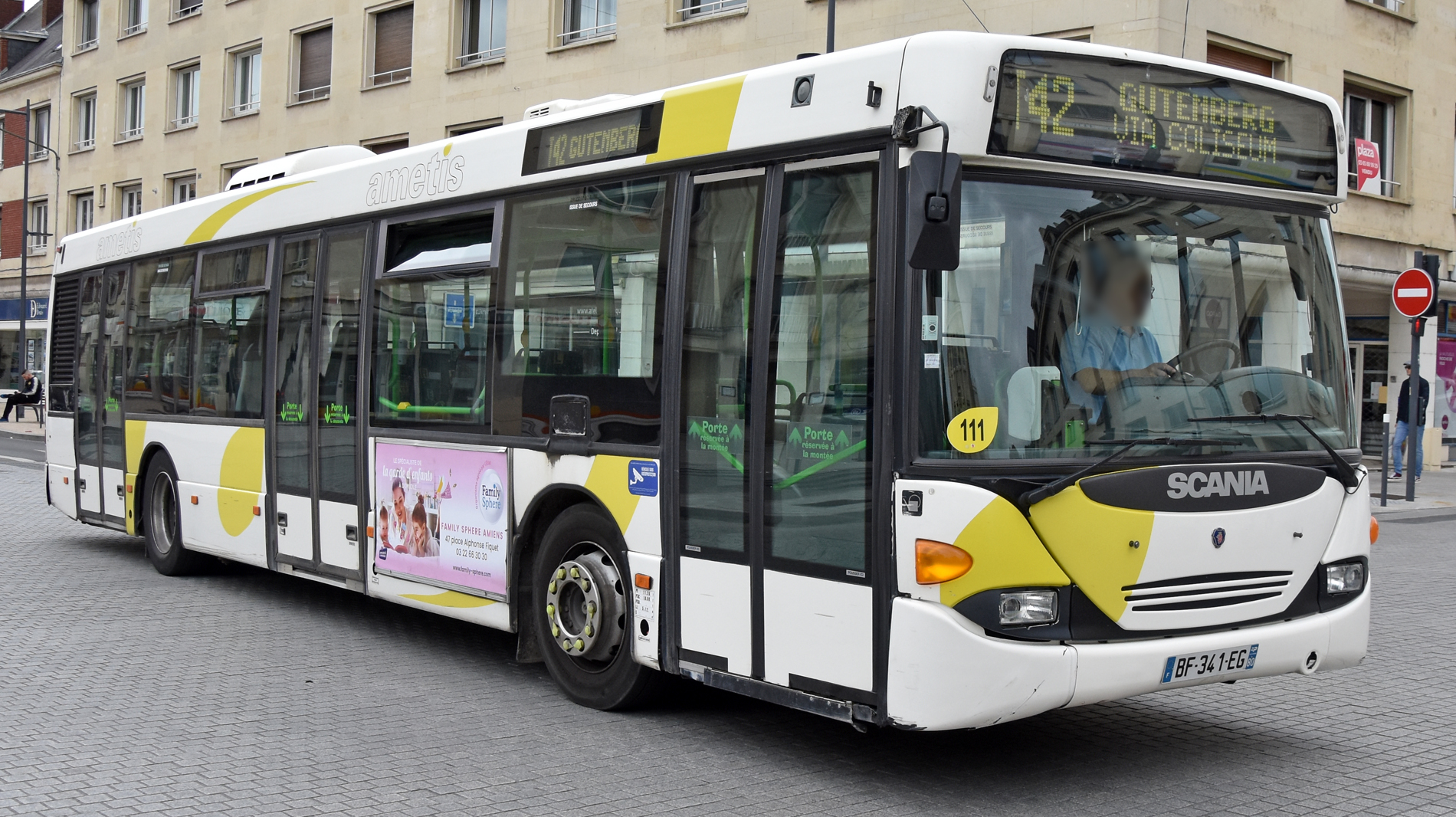
حافلة سكانيا (أومني سيتي) 3 مداخل منخفضة

كان أول نموذج حافلة كامل لشركة سكانيا ڤ‍ابيس هو حافلة الركاب (C50) ذات المحرك الخلفي المستعرض، والتي تم بناؤها في ورشة العمل في سودرتاليا بترخيص من ماك إس 50 في 1953-1954 للعملاء ستوكهولم سبارفاغار. تبعه في عام 1955 إصدار أقصر قليلاً من حافلة المدينة (C70 / C75 / C76) والذي تم تصنيعه حتى عام 1964. في عام 1959، تم تقديم سلسلة سي إف ذات المحرك الأمامي مع (سي إف 65 وسي إف 7 لاحقاً سي إف 66 وسي إف 76) تم بناء سلسلة سي إف حتى عام 1966.
في عام 1965، تم تقديم سي آر 76 بمحرك خلفي كبديل لحافلة المدينة. كانت متوفرة في نسختين؛ CR76M بأبواب مزدوجة (2-2-0) لحركة المرور في المدينة والضواحي، وCR76L بأبواب فردية (1-1-0) لمسافات أطول.  بسبب تحول السويد إلى حركة المرور اليمنى في سبتمبر 1967 والحاجة إلى حافلات جديدة بأبواب على الجانب الأيمن، تم بيع الطراز بشكل جيدا. مع تغيير العلامة التجارية من سكانيا ڤ‍ابيس إلى سكانيا في عام 1968، تمت إعادة تسمية الطراز CR110 CR110M) CR110L).  
في عام 1967، تم الاستحواذ على الشركة المصنعة للحافلات سفنكسا كروسر ڤ‍ركستادرن (SKV) في كاتاريناهولم، وسرعان ما انتقلت جميع عمليات إنتاج هياكل الحافلات إلى هناك أيضاً، جنباً إلى جنب مع تغيير علامتها التجارية في عام 1968، أعادت سكانيا تقديم مجموعة سي إف ذات المحرك الأمامي للعملاء في السويد كمنتج الهيكل مع طراز الهيكل السابق لشركة (سفنكسا كروسر ڤ‍ركستادرنSKV) المكتسبة حديثًا "6000" على شاصيه سكانيا القياسي، ولكن أقل من 100 تم تسليمها حتى عام 1970. كان الهيكل CF110L (هيكل BF110 سابقاً) هو الأكثر نجاحاً، في حين تم تصنيع حفنة من (C80L (B80 و (C110L (B110.
في عام 1971، تمت ترقية (CR110 وأصبح CR111)، مع عزل الصوت لفترة طويلة، تم تسويقه على أنها «الحافلة الصامتة». في نفس العام، قدمت سكانيا أيضاً مجموعة جديدة من الحافلات ذات المحركات الخلفية الطولية المعروفة باسم CR85 و CR145. بينما كان CR85 بمحرك صغير سعة 8 لترات، كان CR145 مدعوماً بمحرك V8 سعة 14 لتراً. تم بناء المركبات حتى عام 1978، ولكن لم يتم بيعها بشكل جيد. في عام 1973، تم بناء نموذج أولي واحد من CR145 على المقود الأيمن في السويد، مع اللمسات الأخيرة التي قامت بها مترو كاميل وايمان، لكنها ظلت الوحيدة من نوعها. تم استبدال (CR111 بـ CR112) الجديد كلياً في عام 1978. وبتصميمه الزاوي، أطلق على CR112 اسم «صندوق أحذية». كما هو الحال مع هيكل (BR112 الذي أعيد تسميته بـ N112)، تمت إعادة تسمية (CR112 ليصبح CN112) في عام 1984، كما تم إطلاقه أيضاً في إصدار مفصلي. تم بناء نسخة أمريكا الشمالية من CN112 في حوالي 250 وحدة بين عامي 1984 و1988. تم إطلاق CK112 كحافلة بسيطة أو حافلة بين المدن في عام 1986، وشاركت معظم التصميم مع CN112. مع إطلاق السلسلة 3 في عام 1988، تمت ترقية كل من (CN112 و CK112 إلى CN113 وCK113). تم استبدال (CK113 بـ CL113) المستندة إلى L113 في عام 1991 بمصابيح أمامية مستطيلة جديدة، لكن الإنتاج انتهى في عام 1992. تم بناء أقل من 100 وحدة من CK112 / CK113 / CL113.
ماكس سي (CN113CLL) الذي تم إطلاقه في عام 1992، أول حافلة سكانيا منخفضة الدخول على الإطلاق، مع أرضية منخفضة بين الأبواب الأمامية والوسطى، لتسهيل الدخول.استند هيكل السيارة إلى CN113، ولكن مع وجود خط نافذة منخفض في النصف الأمامي، ومقدمة جديدة بما في ذلك المصابيح الأمامية من CL113. في عام 1996، تم إطلاق هيكل أومني سيتي المصنوع من الألمنيوم كأول حافلة سكانيا كاملة ذات أرضية منخفضة، وفي عام 1998 تم استبدال ماكس سي بـ أومني لينك، والتي تشترك في التصميم مع أومني سيتي.  
عادت حافلة بين المدن ذات مدخل متدرج مع أومني لاين في عام 2000. في عام 2007، عادت سكانيا إلى سوق الحافلات بالكامل مع أومني إكسبرس الفنلندي الصنع ، والتي حلت في عام 2011 محل أومني لاين، الذي توقف عن الإنتاج في عام 2009. شوهد تصميم سكانيا الحالي لأول مرة في عام 2009، مع إطلاق الحافلة السياحية، التي صنعتها شركة هاير باص في الصين، وفي عام 2011 تم إطلاق سيتي وايد لتحل محل كل من أومني سيتي و أومني لينك. 
أطلقت سكانيا في الهند حافلة مترو لينك الخاصة بها في عام 2013، والتي تم تصنيعها في مصنعهم هناك، داخل الهند. أحدث إضافة إلى طرازات حافلات سكانيا الكاملة هي إنتر لينك، التي تم إطلاقها في أكتوبر 2015 لتحل محل أومني إكسبرس.

#### حافلات حالية
- على مستوى المدينة - نطاق حافلات المدينة منخفض ومنخفض الدخول
- إنتر لينك -  مجموعة حافلات وحافلات بين المدن، تم إطلاقها في أكتوبر 2015 لتحل محل أومني إكسبرس
- مترولينك - مصنع الهند
- سياحية - حافلة فاخرة، من صنع هاير باص

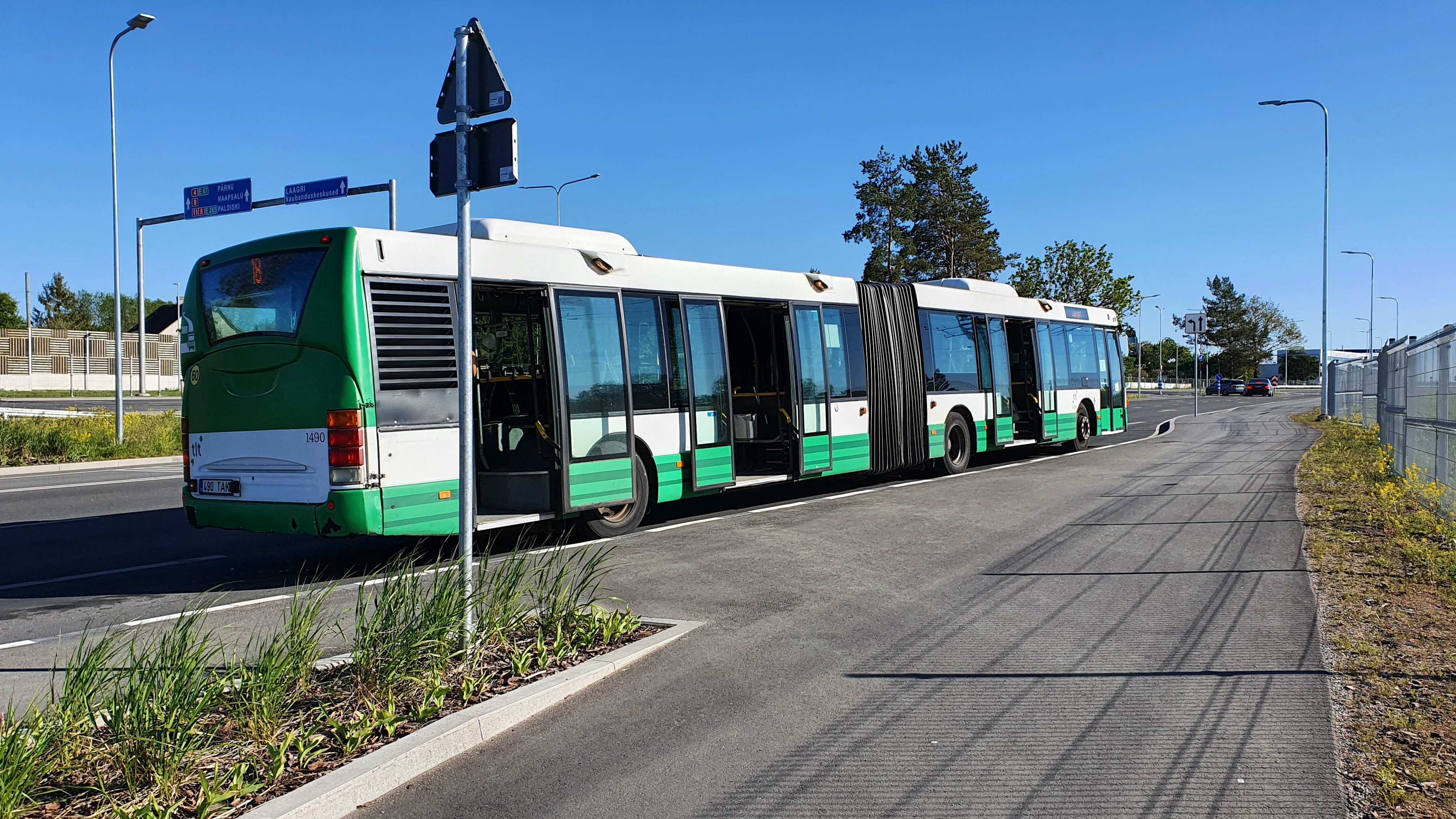
حافلة سكانيا كابيتول (أومني سيتي) نوع TLT المخصص لنقل الركاب

#### حافلات تاريخية
| الإستعمال    | الموديل                   | ملاحظات                                                        |
| ------------ | ------------------------- | -------------------------------------------------------------- |
| متروبول      | C 50                      | حافلة ركاب ذات محرك خلفي                                       |
| كابيتول      | C70 / C75 / C76           | حافلة المدينة ذات محرك خلفي - المدخل خلفي                      |
|              | CF65 / CF75 / CF66 / CF76 | حافلة ركاب ذات محرك خلفي - مدخل أمامي للمدينة (بين المدن)      |
|              | CR76 / CR110 / CR111      | حافلة ركاب ذات محرك خلفي - مدخل خلفي                           |
|              | C80 / C110 / CF110        | حافلة ركاب ذات محرك خلفي - مدخل أمامي للمدينة (بين المدن)      |
|              | CR85 / CR145              | حافلة ركاب ذات محرك خلفي                                       |
|              | CR112 / CN112 / CN113     | حافلة ركاب ذات محرك خلفي - مدخل خلفي حافلة بين المدن (مفصلية)  |
|              | CK112 / CK113 / CL113     | حافلة ركاب ذات محرك خلفي - بين المدن                           |
|              | CN113CLL                  | حافلة المدينة ذات الدخول المنخفض (ماكس سي)                     |
| أومني لاين   | أومني لاين                | حافلة بين المدن                                                |
| أومني إكسبرس | أومني إكسبرس              | نطاق الحافلات والحافلات بين المدن                              |
| أومني لينك   | أومني لينك                | حافلة المدينة منخفضة الدخول (جامدة / مفصلية)                   |
| أومني سيتي   | أومني سيتي                | حافلة المدينة ذات الطابق المنخفض (جامدة / مفصلية / ذات طابقين) |

### الحافلات بالتعاون

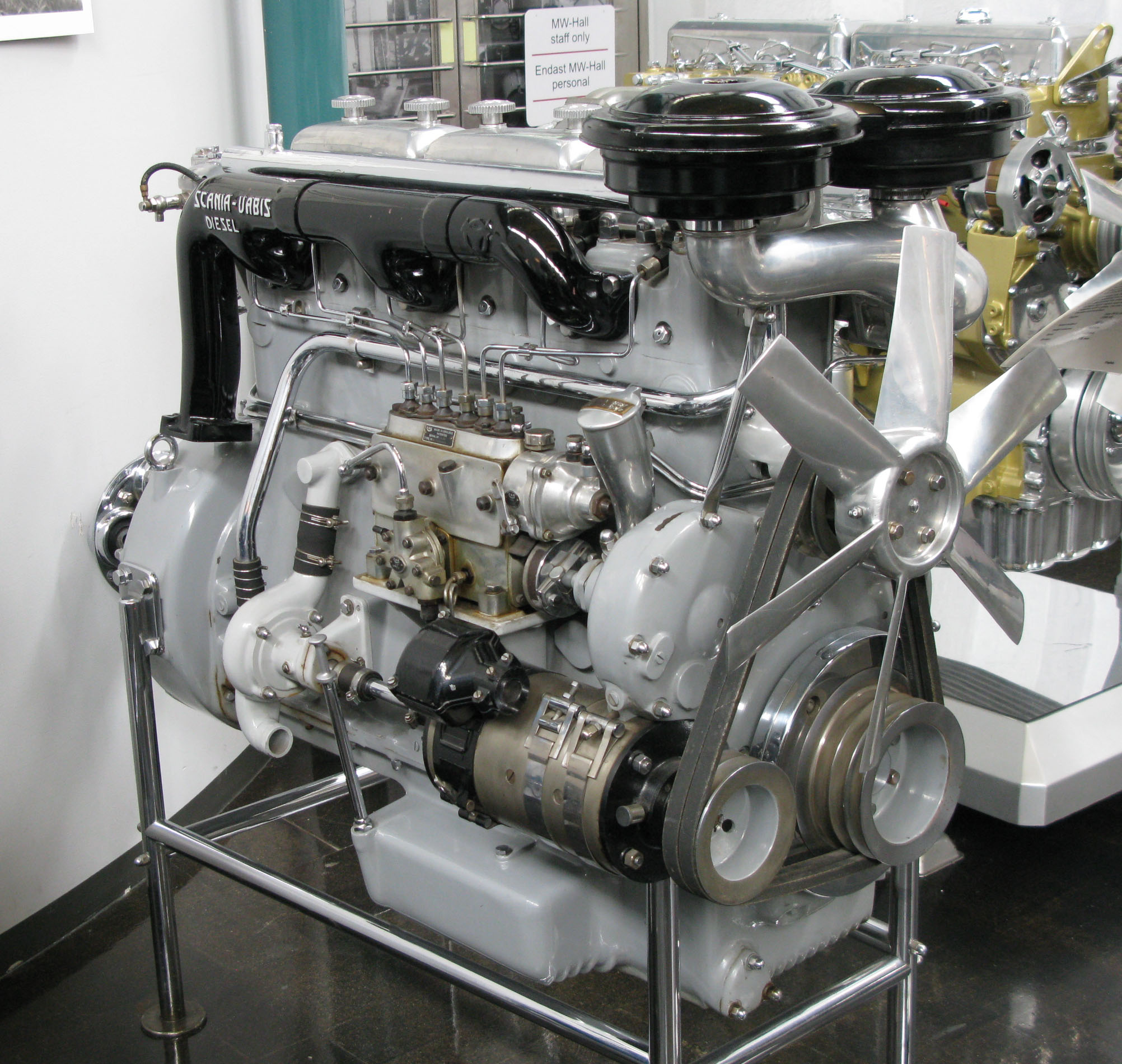
محرك سكانيا فابيس D610 الصنع 1949

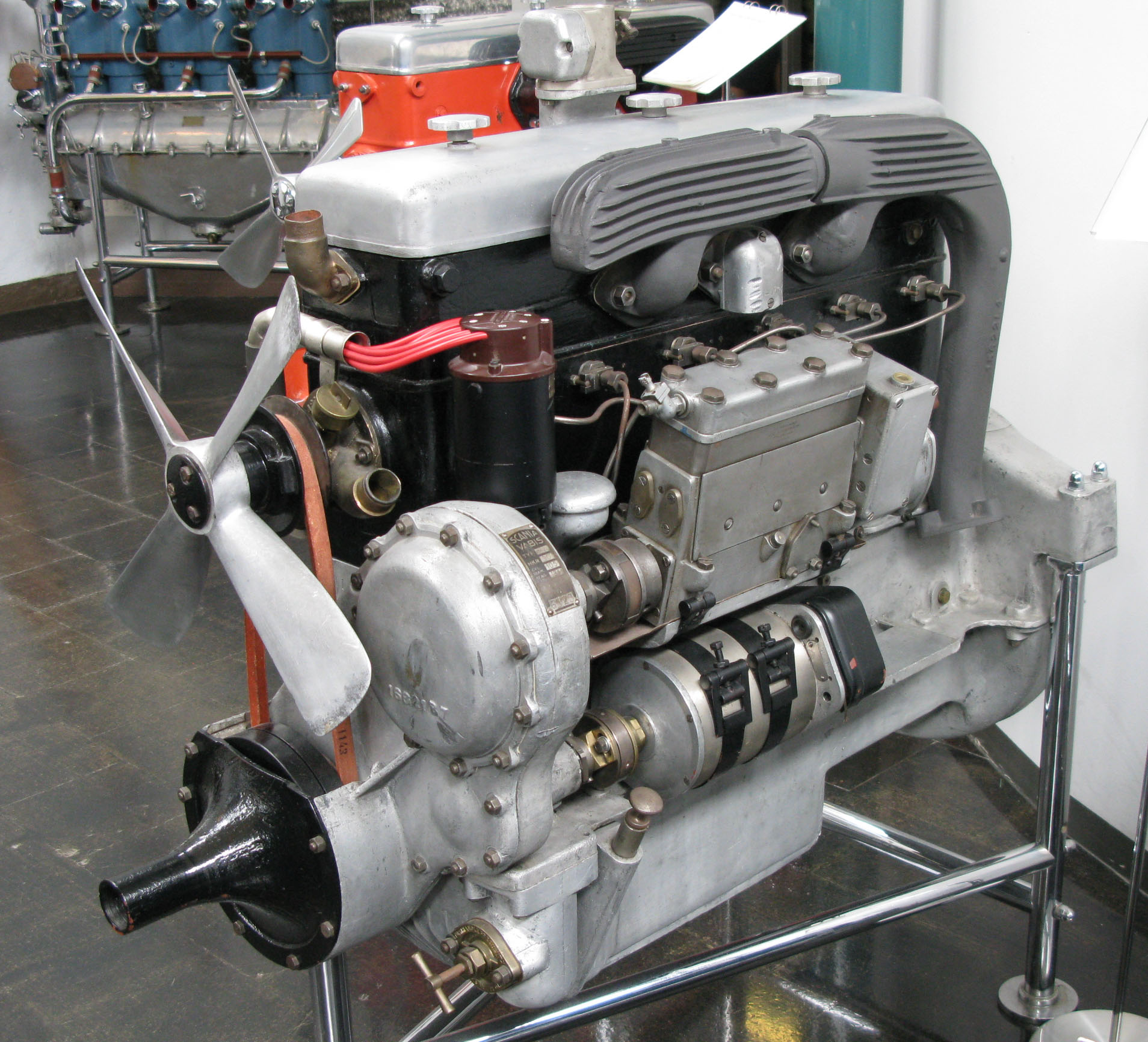
محرك سكانيا فابيس 15,622 الصنع 1934

بالإضافة إلى توفير الشاصيه لأعمال الهيكل الخارجية، وأعمال الهيكل الخاصة بهم، تعاونت سكانيا أيضاً مع بعض مصنعي هياكل السيارات لتوصيل الحافلات عبر خطوط توزيع سكانيا، سواء في الأسواق العالمية أو في الأسواق الصغيرة.
في عام 1969، تعاونت سكانيا مع مترو كاميل وايمان لصنع حافلة مترو سكانيا ذات الطابق الواحد لسوق المملكة المتحدة على أساس BR110MH، ومنذ عام 1971 هيكل BR111MH. في عام 1973، تم استبداله بطابقين متروبوليتان، مبني على هيكل BR111DH. انتهى الإنتاج في عام 1978، عندما تم استبدال BR111 بـ BR112. أطلقت شركة إيست لانكاشير كوش بويلدر باختصار (إي أل سي) سيارة ماكس سي منخفضة الدخول في عام 1993، بعد عام واحد من إصدار سكانيا الخاص بمحرك اليد اليسرى. تبعه الطراز الأوروبي L113 في عام 1995 حتى عام 1996. في عام 2003، عاد إي أل سي مع كل من أومني ديكا ذو الطابقين والحافلة المتوسطة أومني تاون لتكمل أومني سيتي الخاصة بشركة سكانيا.
منذ منتصف التسعينيات، بدأت سكانيا في تعاون طويل الأمد مع شركة بناء الحافلات الإسبانية إيريزار لبيع حافلاتها من خلال شبكة التوزيع العالمية لسكانيا. تعني الاتفاقية أن سكانيا تتمتع بحقوق توزيع حصرية لجميع حافلات إيرزار في شمال أوروبا لسنوات عديدة. كان الطراز اريزار سنتشر الأكثر انتشاراً، ولكن لاحقاً أيضاً تم بيع إيرزار بي بي كحافلة سكانيا المتميزة.
في عام 1985، أعلن الموزع النرويجي لشركة سكانيا وشركة بناء الحافلات الفنلندية أجوكي عن سكانيا كلاسيك، وهي حافلة صنعت خصيصاً للنرويج. كان يعتمد من الناحية الفنية على نموذج الحافلة الملكي الخاص بـأجوكي، لكنه تلقى تفاصيل التصميم الخاصة به. في عام 1990، عندما أصبح أجوكي كاروس، تم إطلاق الجيل الثاني بناءً على طرازات ڤ‍كتور ريغال.
كان الجيل الثالث من عام 1995 متاحاً أيضاً في السويد وفنلندا بأعداد محدودة، والجيل الرابع والأخير من عام 2001 تم بناؤه بنفس هيكل السيارة مثل فولفو 9700. فولفو التي اشترت كاروس في عام 1998، وضعت قدمها في مواجهة أي مزيد من سكانيا مع هيكل السيارة هذا من عام 2002، ومنذ ذلك الحين وضعت سكانيا بدلاً من ذلك الملصق كلاسيك على جميع اريزار سنتشري التي تم بيعها في النرويج لعدة سنوات. أدى التعاون أيضاً إلى بعض الحافلات بين المدن الحصرية في النرويج؛ سكانيا كرويزر (أجوكي ڤ‍كتور) وسكانيا يونيفيرسال (كاروس 50) وسكانيا إنتركلاسيك (كاروس فيغا)، لكن لم يكن لأي منهما تصميم خاص ولم يكن ناجحاً مثل تصميم كلاسيك.
في عام 2006، أعلنت سكانيا و هاير باص عن أي A80، أول حافلة في سلسلة حافلات هاير أي المبنية على شاسيه سكانيا في الصين. تتوفر الحافلات بشكل عام في آسيا، ولكن أي 30 متاح أيضاً في أوروبا كحافلة بين المدن ميسورة التكلفة أو حافلة بسيطة. حتى أي 80 متاح عالمياً، ولكن تحت الترتيب المعروف باسم سكانيا تورينغ إتش دي، ويشار إليه أيضاً باسم أي 80 تي.
منذ عام 2012، تقدم سكانيا والشركة المصنعة للحافلات البلجيكية فان هول بعضاً من أفخم حافلاتها من سلسلة تي إكس على هيكل سكانيا كي إي بي، بما في ذلك أسترونف بأرضية مسرحية، وأستروميغا ذات الطابقين وألتون، منذ عام 2014، يتوفر أيضاً مفهوم إكسكوي سيتي بي ر تي على شاصيه سكانيا إن يو أي مع محركات تعمل بالغاز الطبيعي المضغوط.

### محركات الديزل
بالإضافة إلى محركات الحافلات والشاحنات، تُستخدم محركات سكانيا الصناعية والبحرية في مجموعات المولدات وفي جرف التربة والآلات الزراعية، وكذلك على متن السفن ومراكب الترفيه. تعود مشاركة سكانيا في إنتاج محرك الاحتراق الداخلي إلى عام 1897، عندما صمم المهندس «جوستاف إريكسون» المحرك لأول سيارة للشركة. على مدى السنوات اللاحقة، نمت سكانيا لتصبح واحدة من أكثر الشركات المصنعة للمحركات خبرة في العالم، حيث قامت ببناء محركات ليس فقط للشاحنات والحافلات، ولكن أيضاً للتطبيقات الصناعية البحرية والعامة، والتي يتم تصديرها إلى جميع أنحاء العالم.

#### محركات حالية
| السنة | حجم وسعة المحرك | الموديل     | ملاحظات                                |
| ----- | --------------- | ----------- | -------------------------------------- |
| 2007  | I5 9,291 cc     | DC09 \ D109 | الرمز cc سنتيمتر مكعب                  |
| 2007  | I6 12.742 cc    | DC13 \ DI13 | الرمز cc سنتيمتر مكعب                  |
| 2010  | V8 16,353 cc    | DC16 \ DI16 | الرمز cc سنتيمتر مكعب                  |
| 2014  | I6 6692 cc      | DC07        | ترخيص سلسلة كومينز بي ISB 6.7 للحافلات |

#### محركات تاريخية
| السنة | حجم وسعة المحرك | الموديل                            | الملاحظات             |
| ----- | --------------- | ---------------------------------- | --------------------- |
| 1958  | I6 10261cc      | D10 \ DS10                         | الرمز cc سنتيمتر مكعب |
| 1959  | I6 7،167cc      | D7                                 | الرمز cc سنتيمتر مكعب |
| 1962  | I6 7،790cc      | D8 \ DS8                           | الرمز cc سنتيمتر مكعب |
| 1963  | I6 11،021cc     | D11 / DN11 / DS11 / DSC11 / DSI11  | الرمز cc سنتيمتر مكعب |
| 1964  | I4 5،193cc      | D5 / DS5                           | الرمز cc سنتيمتر مكعب |
| 1969  | V8 14،188cc     | DI14 / DS14 / DSC14 / DSI14        | الرمز cc سنتيمتر مكعب |
| 1984  | I6 8,476cc      | DC9 / DI9 / DN9 / DS9 / DSC9       | الرمز cc سنتيمتر مكعب |
| 1996  | I6 8،974cc      | DC9                                | الرمز cc سنتيمتر مكعب |
| 1996  | I6 11,705cc     | DH12 / DI12 / DSC12 / DSI12 / DT12 | الرمز cc سنتيمتر مكعب |
| 1999  | I6 10،641cc     | DC11                               | الرمز cc سنتيمتر مكعب |
| 2000  | I6 15،607cc     | DC16                               | الرمز cc سنتيمتر مكعب |
| 2004  | I5 8,867cc      | DC9                                | الرمز cc سنتيمتر مكعب |

### المنتجات الأخرى
تقوم سكانيا أيضاً بتصميم وتصنيع الملابس المصممة خصيصاً لسائقي الشاحنات تحت اسم سكانيا شاحنة الجير.

## ذات صلة
آينكس شركة قابضة تم إنشاؤها بعد محاولة استحواذ فولفو على سكانيا
قاعة ماركوس والنبرغ متحف المركبات السويدي، بما في ذلك سيارات سكانيا
سكانيا توربيد - مفهوم السيارة
قائمة محركات الديزل لمجموعة فولكس فاجن - تشمل جميع محركات سكانيا الحالية
الموقع الرسمي
متحف سكانيا - قاعة ماركوس والنبرغ نسخة محفوظة 17 سبتمبر 2018 على موقع واي باك مشين.

## وصلات خارجية
- الموقع الرسمي